# Hybodera debilis
Hybodera debilis är en skalbaggsart som beskrevs av Leconte 1874. Hybodera debilis ingår i släktet Hybodera och familjen långhorningar. Inga underarter finns listade i Catalogue of Life.